# Coronaviridae
Coronaviridae ist eine Virusfamilie innerhalb der Ordnung Nidovirales. Die Viren innerhalb der Familie werden (fach)umgangssprachlich  Coronaviren genannt und gehören zu den RNA-Viren mit den größten Genomen.
Die ersten Coronaviren wurden bereits Mitte der 1960er-Jahre beschrieben. Als Entdeckerin gilt die britische Virologin June Almeida, der 1966 eine Aufnahme mittels Elektronenmikroskop gelang. Die im elektronenmikroskopischen Bild grob kugelförmigen Viren fallen durch einen Kranz von blütenblattartigen Fortsätzen auf, der an eine Sonnenkorona erinnert und der ihnen den Namen gab.
Vertreter dieser Virenfamilie verursachen bei allen vier Klassen der Landwirbeltiere (Säugetiere, Vögel, Reptilien, Amphibien) sehr unterschiedliche Erkrankungen. Sie sind genetisch hochvariabel und können so manchmal auch mehrere Arten von Wirten infizieren. Beim Menschen sind sieben Arten von Coronaviren als Erreger von respiratorischen Infektionen von Bedeutung, und zwar von leichten (Erkältung / Grippaler Infekt) bis hin zum so genannten Schweren akuten Atemwegssyndrom (SARS, Severe Acute Respiratory Syndrome).
Unter den menschlichen Coronaviren besonders bekannt geworden sind die folgenden Coronaviren:
- SARS-CoV (Severe Acute Respiratory Syndrome Corona Virus) bzw. SARS-CoV-1,[A. 1]
- MERS-CoV (Middle East Respiratory Syndrome Corona Virus),
- SARS-CoV-2 (Severe Acute Respiratory Syndrome Corona Virus 2).

Sie waren bzw. sind die Auslöser der SARS-Pandemie 2002/2003, der MERS-Epidemie (ab 2012) und der COVID-19-Pandemie (ab 2019).

## Merkmale

### Erscheinungsbild

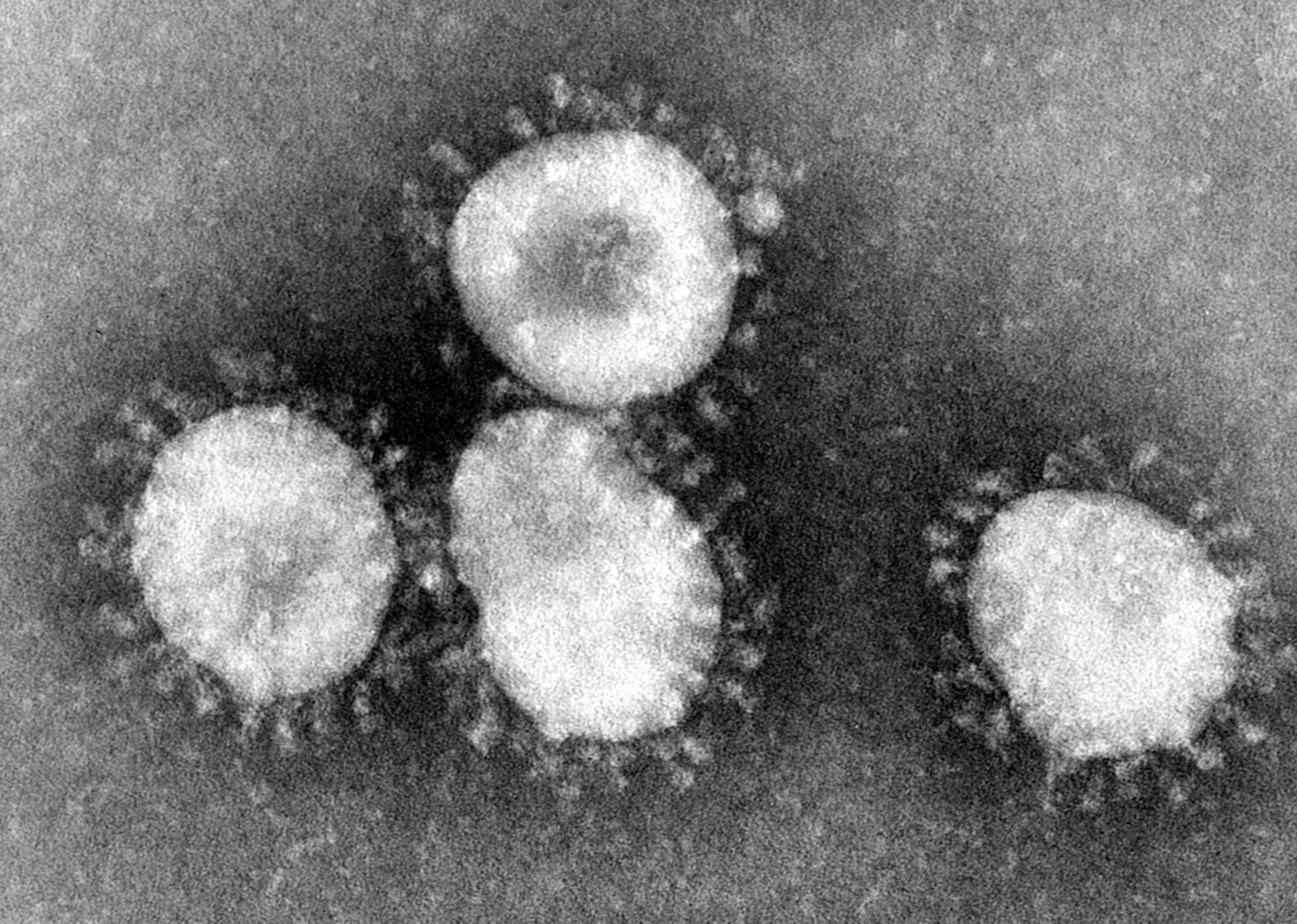
Elektronenmikroskopische Aufnahme von Coronaviren

Die 60 bis 160 nm großen Viruspartikel (Virionen) besitzen eine Virushülle, in die mehrere verschiedenartige Membranproteine eingelagert sind. Das charakteristische Aussehen der Coronaviren (lateinisch corona ‚Kranz, Krone‘) liegt an vielen etwa 20 nm nach außen vorragenden keulenförmigen Strukturen an der Oberfläche, den Spikes genannten Peplomeren. Sie bestehen aus Anteilen des großen glykosylierten S-Proteins (Spike-Protein, 180 bis 220 kDa), das hier ein membranverankertes Trimer bildet. Diese Anteile tragen sowohl (S1) die Rezeptor-Bindungs-Domäne (RBD), mit der das Virus an eine Zelle andocken kann, als auch (S2) eine Untereinheit, die als Fusions-Protein (FP) die Verschmelzung von Virushülle und Zellmembran bewirkt.
In geringeren Mengen ist auf der Außenseite das kleinere Envelope-Protein (E-Protein, 9 bis 12 kDa) vorhanden. Nur beim HCoV-OC43 (Humanen Coronavirus OC43) und den Coronaviren der Gruppe 2 (Gattung Betacoronavirus) findet sich zusätzlich das Hämagglutin-Esterase-Protein (HE-Protein, 65 kDa). Das ebenfalls in der Membranhülle verankerte M-Protein (Matrix-Protein, 23 bis 35 kDa) ist dagegen nach innen gerichtet und ein Matrixprotein auf der Innenseite der Virushülle.
Im Inneren der Hülle befindet sich ein vermutlich ikosaedrisches Kapsid, das einen helikalen Nukleoproteinkomplex enthält. Dieser besteht aus dem Nukleoprotein N (50 bis 60 kDa), das mit dem Strang einer einzelsträngigen RNA von positiver Polarität komplexiert ist. Bestimmte Aminosäurereste des N-Proteins interagieren mit dem Matrixprotein M, sodass das Kapsid mit der Membraninnenseite assoziiert ist.

### Genom
Das einzelsträngige RNA-Genom der Coronaviren ist etwa 27.600 bis 31.000 Nukleotide (nt) lang, womit Coronaviren die längsten Genome aller bekannten RNA-Viren besitzen.
Am 5'-Ende befinden sich eine 5'-Cap-Struktur und eine nichtcodierende Region (englisch untranslated region, UTR) von etwa 200 bis 400 nt, die eine 65 bis 98 nt kurze, sogenannte Leader-Sequenz enthält. Am 3'-Ende fügt sich eine weitere UTR von 200 bis 500 nt an, die in einem poly(A)-Schwanz endet. Das Genom der Coronaviren enthält 6 bis 14 Offene Leserahmen (englisch open reading frames, ORFs), von denen die beiden größten (die Gene für die Nichtstrukturproteine NSP-1a und 1b) nahe am 5'-Ende liegen und sich mit unterschiedlichen Leserastern etwas überlappen. Die Überlappungsstelle bildet eine Haarnadelstruktur, die bei 20 bis 30 % der Lesedurchläufe einen Leserastersprung bei der Translation an den Ribosomen ermöglicht und so zur Synthese von geringeren Mengen des NSP-1b führt.
Neben der Replikation ihres Genoms synthetisieren die Viren (je nach Virusspezies) 4–9 mRNA-Moleküle, deren 5'- und 3'-Enden mit denen des Genoms identisch sind. Diese „geschachtelten“ mRNAs werden auch als „nested set of mRNAs“ bezeichnet und haben zur Namensgebung der übergeordneten Virusordnung, Nidovirales (von lateinisch nidus ‚Nest‘), beigetragen.
Im Unterschied zur üblicherweise hohen Fehlerrate der RNA-Polymerase von anderen RNA-Viren, die zu einer Beschränkung der Genomlänge auf etwa 10.000 Nukleotiden führt, wird bei Coronaviren eine relativ hohe genetische Stabilität (Konservierung) unter anderem durch eine 3'-5'-Exoribonuklease-Funktion des Proteins NSP-14 erreicht. Vermutlich bewirkt dieser Korrekturlesemechanismus, dass das antivirale Mittel Ribavirin bei COVID-19 (SARS-CoV-2) nicht wirkt.

## Vorkommen und Verbreitung
Bereits 1932 wurde die Infektiöse Bronchitis bei Geflügel untersucht, die vom Infektiöse-Bronchitis-Virus (IBV, Art Avian coronavirus), einem Gammacoronavirus aus der Unterfamilie der Orthocoronavirinae, verursacht wurde. Damals konzentrierten sich die Untersuchungen auf das Krankheitsgeschehen. Aussehen und genetische Verwandtschaftsverhältnisse des Virus waren unbekannt, und der Name „Coronaviren“ existierte noch nicht.
Die ersten namentlichen Coronaviren wurden Mitte der 1960er Jahre beschrieben.
Das erstentdeckte Exemplar war das später verlorengegangene humane Coronavirus B814 (nicht klassifiziert). Coronaviren sind genetisch hochvariabel; einzelne Arten aus der Familie Coronaviridae können durch Überwindung der Artenbarriere auch mehrere Arten von Wirten infizieren, also Zoonosen verursachen.
Durch die Überwindung der Artenbarriere sind beim Menschen unter anderem Infektionen mit dem SARS-Coronavirus (SARS-CoV, gelegentlich auch als SARS-CoV-1 bezeichnet) – dem Erreger der SARS-Pandemie 2002/2003 – sowie mit den 2012 neu aufgetretenen Viren der Art Middle East respiratory syndrome coronavirus (MERS-CoV) entstanden.
Die Anfang 2020 von der chinesischen Stadt Wuhan ausgegangene COVID-19-Pandemie wurde von einem bis dahin unbekannten Coronavirus verursacht, das den Namen SARS-CoV-2 erhielt.

## Systematik

### Etymologie
Der Name „Coronaviren“ – lateinisch corona „Kranz, Krone“ – wurde 1968 eingeführt und hängt mit dem charakteristischen Aussehen dieser Viren unter dem Elektronenmikroskop zusammen. Der erste veröffentlichte Bericht über die Entdeckung gibt die Namensgebung durch die Entdecker wieder als beruhend auf der Ähnlichkeit der Hüllen-Umsäumung der Viren zur Sonnenkorona:

“Particles are more or less rounded in profile; although there is a certain amount of polymorphism, there is also a characteristic “fringe” of projections 200 Å long, which are rounded or petal shaped, rather than sharp or pointed, as in the myxoviruses. This appearance, recalling the solar corona, is shared by mouse hepatitis virus and several viruses recently recovered from man, namely strain B814, 229E and several others.”

„Die Partikel sind mehr oder weniger rundlich im Querschnitt; obwohl es ein gewisses Maß an Polymorphismus gibt, gibt es auch einen charakteristischen „Saum“ aus 200 Å langen Fortsätzen, welche rundlich oder blütenblattförmig sind, statt kantig [?] oder spitz, wie bei den Myxoviren. Dieses an die Sonnenkorona erinnernde Aussehen wird vom Maus-Hepatitis-Virus und einigen kürzlich vom Menschen gewonnenen Viren, namentlich B814, 229E und einigen anderen, geteilt.“

Ein anderer Bericht führt die Wahl der Entdecker auf die Ähnlichkeit der Hüllen-Umsäumung zu einer Krone zurück, beruft sich dabei jedoch auf den Erstbericht, der eine abweichende Beschreibung gibt. Zwei virologische Referenzwerke enthalten ein Kapitel, bei dem ein Autor namensgleich mit einer Person aus der o. g. Entdeckergruppe ist („Kenneth McIntosh“ vs. „K. McIntosh“), und, in dem jeweils die „Kronen-Etymologie“ gegeben wird.

### Strukturierung
Die Familie Coronaviridae wird auf der Grundlage von phylogenetischen Eigenschaften in zwei Unterfamilien und aktuell fünf Gattungen eingeteilt (eine sechste ist vorgeschlagen). Eigenschaften wie Wirtsspektrum, Organspektrum oder Erkrankungsart spielen bei der Klassifikation keine Rolle.
Die aktuellen beiden Unterfamilien heißen Orthocoronavirinae und Letovirinae. Dabei ist Orthocoronavirinae die weitaus größere von beiden. Letovirinae ist ein deutlich jüngeres Taxon innerhalb der Familie Coronaviridae, und bisher ist nur eine einzige Letovirenart bekannt: Microhyla letovirus 1.
Die fünf aktuellen Gattungen heißen: Alphacoronavirus, Betacoronavirus, Deltacoronavirus, Gammacoronavirus und Alphaletovirus. Eine weitere Gattung „Epsiloncoronavirus“ könnte noch dazukommen. Die früheren Gattungen Torovirus und Bafinivirus finden sich heute in der Unterfamilie Torovirinae in der Nidoviren-Familie Tobaniviridae.
Die Anzahl der Arten ändert sich laufend, insbesondere seit der SARS-Pandemie 2002/2003. Seitdem hatte sich die Forschungstätigkeit im Bereich der Coronaviren massiv verstärkt. Die Arten sind in eine größere Zahl Untergattungen eingeordnet. Diese sollen bei der systematischen Einordnung noch nicht eingehend beschriebener bzw. zukünftig entdeckter Coronavirusarten helfen und sind in der systematischen Übersicht (siehe unten) aufgelistet.

### Innere Systematik

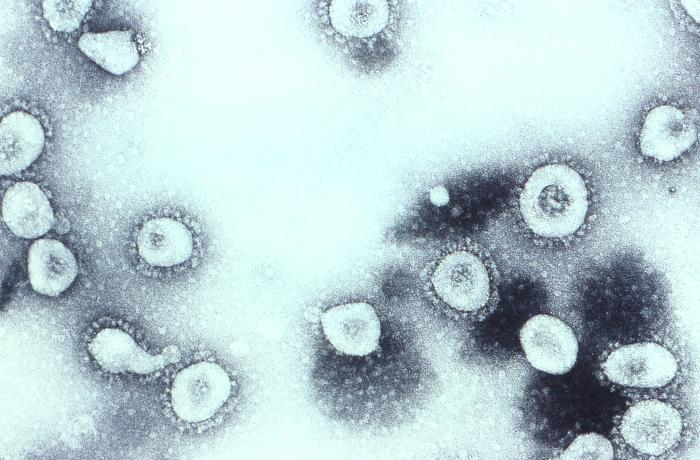
Virionen von HCoV_OC43

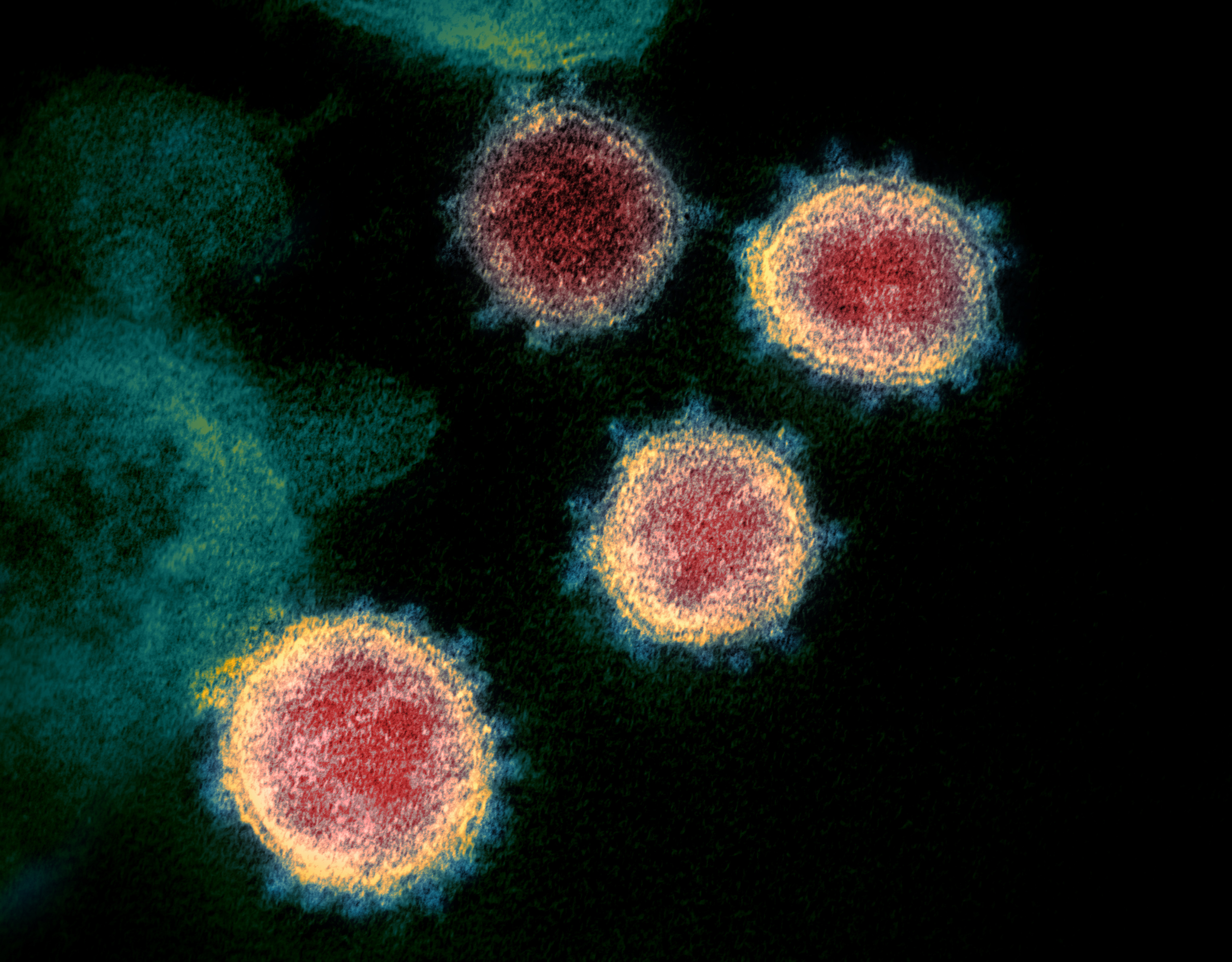
TEM-Aufnahme von Virionen des SARS-CoV-2

Systematische Darstellung nach ICTV (Stand: 7. Mai 2024).
(*) ehem. Typusart
Familie Coronaviridae
Unterfamilie Letovirinae
Gattung Alphaletovirus
Untergattung Milecovirus
Spezies Alphaletovirus microhylae (*)
- Microhyla letovirus 1 (MLeV)

Unterfamilie Orthocoronavirinae, ehem. Unterfamilie Coronavirinae, ehem. Gattung Coronavirus
Gattung Alphacoronavirus (ehem. Phylogruppe Gruppe-1-Coronaviren)
Untergattung Amalacovirus
Spezies Alphacoronavirus almalfi (früher Alphacoronavirus AMALF) mit
- Bat alphacoronavirus isolate AMA_L_F (BtCoV-AMA-L-F)
Subtyp: AMA_L_F

Untergattung Colacovirus
Spezies Alphacoronavirus myotis mit
- Bat coronavirus CDPHE15 (BtCoV CDPHE15)
Subtyp: bat/USA/CDPHE15/2006

Untergattung Decacovirus
Spezies Alphacoronavirus australiense (früher Alphacoronavirus WA3607, provisorisch Alphacoronavirus sp. WA3607) mit
- Alphacoronavirus WA3607 (ACoV-WA3607)
Subtyp: WA3607

Spezies Alphacoronavirus ferrumequini (früher Rhinolophus ferrumequinum alphacoronavirus HuB-2013) mit
- Bat Rhinolophus ferrumequinum alphacoronavirus HuB2013 [BtRf-AlphaCoV/HuB2013] (BtRf-AlphaCoV)
Subtyp: BtRf-HuB2013

Spezies Alphacoronavirus hipposideri (früher Alphacoronavirus CHB25) mit
- Hipposideros pomona bat coronavirus CHB25 (HipPBCoV-CHB25)
Subtyp: CHB0025

Spezies Alphacoronavirus rousetti mit
- Rousettus bat coronavirus HKU10 (BtCoV HKU10)
Subtyp: 183A

Untergattung Duvinacovirus
Spezies Alphacoronavirus chicagoense mit
- Humanes Coronavirus 229E, engl. Human coronavirus 229E (HCoV_229E)
Isolate: 229E und J0304

Untergattung Luchacovirus
Spezies Alphacoronavirus ratti mit
- Lucheng Rn rat coronavirus (LRNV)
Subtyp: Lucheng-19

Untergattung Minacovirus
Spezies Alphacoronavirus neovisontis mit
- Mink coronavirus [Mink coronavirus 1] (MCoV, MCoV-1)
Subtyp: WD1127
- Ferret coronavirus

Untergattung Minunacovirus
Spezies Alphacoronavirus miniopteri mit
- Miniopterus bat coronavirus HKU8 (Mi-BatCoV_HKU8, Bat-CoV-HKU8)
Subtyp: AFCD77

Spezies Alphacoronavirus pusilli mit
- Miniopterus bat coronavirus 1 (Mi-BatCoV_1A)
Subtyp: AFCD62

Untergattung Myotacovirus
Spezies Alphacoronavirus ricketti mit
- Bat Myotis ricketti alphacoronavirus Sax-2011 [BtMr-AlphaCoV/SAX2011] (BtMr-AlphaCoV)
Subtyp: BtMr-SAX2011

Untergattung Nyctacovirus
Spezies Alphacoronavirus chalinolobi (provisorisch Alphacoronavirus sp. WA2028) mit
- Alphacoronavirus WA2028 (ACoV-WA2028)
Subtyp: WA2028

Spezies Alphacoronavirus nyctali mit
- Bat Nyctalus velutinus alphacoronavirus SC-2013 [BtNv-AlphaCoV/SC2013] (BtNv-AlphaCoV)
Subtyp: BtNv-SC2013

Spezies Alphacoronavirus pipistrelli mit
- Bat Pipistrellus kuhlii coronavirus 3398 [Alphacoronavirus Bat-CoV/P.kuhlii/Italy/3398-19/2015] (PK-BatCoV)
Subtyp: P.kuhlii/Italy/3398/2015

Spezies Alphacoronavirus tylonycteridis mit
- Tylonycteris bat coronavirus HKU33 (TyBCoV-HKU33)
Subtyp: GZ151867

Untergattung Pedacovirus
Spezies Alphacoronavirus finnoniense mit
- Bat Myotis daubentonii Alphacoronavirus 020_16 [Bat alphacoronavirus BtCoV/020_16/M.dau/FIN/2016] (BtCoV/020_16/M.dau/FIN/2016)
Subtyp: 020_16

Spezies Alphacoronavirus gouldii (provisorisch Alphacoronavirus sp. WA1087) mit
- Alphacoronavirus WA1087 (ACoV-WA1087)
Subtyp: WA1087

Spezies Alphacoronavirus porci mit
- Porcine epidemic diarrhea virus (PEDV)
Subtyp: CV777

Spezies Alphacoronavirus scotophili mit
- Scotophilus bat coronavirus 512 (Sc-BatCoV_512)
Subtyp: 512/2005

Untergattung Rhinacovirus
Spezies Alphacoronavirus rhinolophi mit
- Rhinolophus bat coronavirus HKU2 (Rh-BatCoV_HKU2, Bat-CoV-HKU2)
Subtyp: GD/430/2006
- Enterisches Schweine-Alphacoronavirus, engl. Swine enteric alphacoronavirus [Swine acute diarrhea syndrome coronavirus] (SeACoV, SADS-CoV)
Rekombinante: rSADS-CoV, z. B. rSADS-CoV-tRFP mit tRFP (tomato red fluorescent protein)

Untergattung Setracovirus
Spezies Alphacoronavirus amsterdamense mit
- Humanes Coronavirus NL63, engl. Human coronavirus NL63 (HCoV_NL63) – kommt auch in Fledermäusen vor
Subtyp: Amsterdam I

Spezies Alphacoronavirus triaenopis mit
- Kenya NL63-related bat coronavirus BtKYNL63-9b (BtKYNL63-9b)
Wirt: Triaenops afer (Afrikanische Dreizahnblattnase)

Untergattung Soracovirus
Spezies Alphacoronavirus soricis mit
- Sorex araneus coronavirus T14 [Common shrew coronavirus Tibet-2014] (Sa-CoV_T14)

Untergattung Sunacovirus
Spezies Alphacoronavirus sunci mit
- Suncus murinus coronavirus X74 [Suncus murinus coronavirus Xingguo-74] (Sm-CoV_X74)

Untergattung Tegacovirus
Spezies Alphacoronavirus suis (früher Alphacoronavirus 1,*) mit
- Transmissible gastroenteritis virus (TGEV) inkl. Porcine respiratory coronavirus
Subtyp: PUR46-MAD
- Swine enteric coronavirus
- Canines Coronavirus, engl. Canine coronavirus (CCov)
- Felines Coronavirus, engl. Feline coronavirus (FCov) 
Isolate: Felines Infektiöses Peritonitis-Virus, engl. Feline infectious peritonitis virus (FIPV/79-1146), Felines Enterales Coronavirus, engl. Feline enteric coronavirus (FECV/79-1683), Felines Coronavirus 23 (FCov-23), Felines Coronavirus RM (FCov-RM), Acinonyx jubatus coronavirus, …
- Swine enteric coronavirus

Gattung Betacoronavirus (ehem. Phylogruppe Gruppe-2-Coronaviren)
Untergattung Embecovirus
Spezies Betacoronavirus gravedinis (früher Betacoronavirus 1) mit
- Humanes Coronavirus OC43, engl. Human coronavirus OC43 (HCoV_OC43) – kommt auch in Nagetieren vor.
Subtyp: ATCC VR-759
- Bovines Coronavirus (BCoV)
- Equines Coronavirus (ECoV-NC99)
- Porzines hämagglutinierendes Enzephalomyelitis-Virus (HEV, PHEV)
- Humanes Enterisches Coronavirus (HECoV)

Spezies Betacoronavirus hongkongense mit
- Humanes Coronavirus HKU1, angl. Human coronavirus HKU1 (HCoV_HKU1) – kommt auch in Nagetieren vor
Subtyp: HKU1

Spezies Betacoronavirus muris (früher Murine coronavirus,*) mit
- Murines Hepatitis-Virus, engl. Murine hepatitis virus (MHV)
Subtyp: A59
- Ratten-Coronavirus, engl. rat coronavirus (RtCoV)
Subtypen: Parker, 681, NJ, Sialodacryoadenitis
- Puffinosis-Coronavirus (englisch Puffinosis coronavirus, PV) – bei Schwarzschnabel-Sturmtauchern (Puffinus puffinus)

Spezies Betacoronavirus myodae mit
- Myodes coronavirus 2JL14 [Myodes rufocanus vole coronavirus 2/JL2014] (MrufCoV_2JL14)
Subtyp: 2JL14

Spezies Betacoronavirus ratti (früher China Rattus coronavirus HKU24) mit
- China Rattus coronavirus HKU24 [Betacoronavirus HKU24] (ChRCoV_HKU24, RtCov-HKU24)
Subtyp: HKU24-R05005I

Untergattung Hibecovirus
Spezies Betacoronavirus hipposideri mit
- Bat Hp-betacoronavirus Zhejiang2013 [Bat Hipposideros pratti Betacoronavirus Zhejiang2013, Bat Hp-betacoronavirus/Zhejiang2013] (Bat_Hp-BetaCoV)
Subtyp: Zhejiang2013

Spezies „Buhirugu virus 1“
Untergattung Merbecovirus
Spezies Betacoronavirus cameli mit
- Middle East respiratory syndrome-related coronavirus (MERS-CoV)
Subtyp: HCoV-EMC

Spezies Betacoronavirus erinacei mit
- Hedgehog coronavirus 1 (EriCoV)
Subtyp: 2012-174/GER/2012

Spezies Betacoronavirus pipistrelli mit
- Pipistrellus bat coronavirus HKU5 (Pi-BatCoV_HKU5, Bat-CoV-HKU5)
Subtyp: LMH03f
- Bat HKU5-CoV-2 (benutzt ACE2-Rezeptor und kann im Labor menschliche Zellen infizieren)

Spezies Betacoronavirus tylonycteridis mit
- Tylonycteris bat coronavirus HKU4 (Ty-BatCoV-HKU4)
Subtyp: B04f

Untergattung Nobecovirus
Spezies Betacoronavirus cororeum mit
- Rousettus bat coronavirus GCCDC1 (Ro-BatCoV_GCCDC1)
Subtyp: GCCDC1 356

Spezies Betacoronavirus eidoli mit
- Eidolon helvum bat coronavirus CMR704-P12 (Ei-BatCoV_C704)

Spezies Betacoronavirus rousetti mit
- Rousettus bat coronavirus HKU9 (Ro-BatCoV_HKU9, Bat-CoV-HKU9)
Subtyp: BF_005I

Untergattung Sarbecovirus  – Details siehe Betacoronavirus pandemicum, §Systematik. 
Spezies Betacoronavirus pandemicum (SARS-assoziierte Coronaviren, SARS-related coronavirus(es), SARSr-CoV) – Details siehe dort, §Systematik.
Gattung Gammacoronavirus (ehem. Phylogruppe Gruppe-3-Coronaviren)
Untergattung Brangacovirus
Spezies Gammacoronavirus brantae mit
- Goose coronavirus CB17 [Canada goose-Branta canadensis-coronavirus-Cambridge Bay 2017] (BcanCoV_CB17)
Subtyp: CB17

Untergattung Cegacovirus
Spezies Gammacoronavirus delphinapteri mit
- Beluga whale coronavirus SW1 (BWCoV)
Subtyp: SW1
- Bottlenose dolphin coronavirus HKU22 (BdCoV_HKU22)
Subtyp: CF090325

Untergattung Igacovirus
Spezies Gammacoronavirus anatis mit
- Duck coronavirus 2714 (DuCoV_2714)
Subtyp: DK/GD/27/2014

Spezies Gammacoronavirus galli (früher Avian coronavirus,*) mit
- Infectious bronchitis virus (IBV)
Subtyp: Beaudette

Spezies Gammacoronavirus pulli mit
- Avian coronavirus 9203 [Infectious bronchitis virus Ind-TN92-03] (ACoV_9203) – Erreger der Infektiösen Bronchitis bei Vögeln
- Fasanen-Coronavirus, engl. Pheasant coronavirus (PhCoV)
- Truthahn-Coronavirus. engl. Turkey coronavirus (TCoV)

Gattung Deltacoronavirus
Untergattung Andecovirus
Spezies Deltacoronavirus marecae mit
- Wigeon coronavirus HKU20 (WiCoV_HKU20, WiCoV-HKU20)
Subtyp: 9243

Untergattung Buldecovirus  (inkl. ehem Untergattung Moordecovirus)
Spezies Deltacoronavirus gallinulae mit
- Common moorhen coronavirus HKU21 (CMCoV_HKU21)

Spezies Deltacoronavirus lonchurae mit
- Munia coronavirus HKU13 (MunCV_HKU13)
Subtyp: 3514

Spezies Deltacoronavirus pycnonoti (*) mit
- Bulbul coronavirus HKU11 (BulCV_HKU11, BuCoV-HKU11)
Subtyp: 934
- Drossel-Coronavirus HKU12, engl. Thrush coronavirus HKU12 (ThCoV-HKU12)

Spezies Deltacoronavirus suis mit
- Porcine coronavirus HKU15 (PoCoV_HKU15, PDCoV)
Subtyp: 155

Spezies Deltacoronavirus zosteropis mit
- White-eye coronavirus HKU16 (WECoV_HKU16)
Subtyp: 6847

Spezies „Sperlings-Coronavirus HKU17“, engl. „Sparrow coronavirus HKU17“ (SpCoV-HKU17) – Vorschlag
Untergattung Herdecovirus
Spezies Deltacoronavirus nycticoracis mit
- Nachtreiher-Coronavirus HKU19, engl. Night heron coronavirus HKU19 (NHCoV_HKU19)
Subtyp: 6918

Gattung „Epsiloncoronavirus“ – Vorschlag
Untergattung „Tropepcovirus“ – Vorschlag
Spezies „Tropidophorus coronavirus 118981“ [„Guangdong chinese water skink coronavirus“] ((Tsin-CoV 118981)), bei chinesischen Wasserskinken (Tropidophorus sinicus) (*)
Unterfamilie Pitovirinae
Gattung Alphapironavirus
Untergattung Samovirus
Spezies Alphapironavirus salmonis (früher Alphapironavirus bona, *)
- Pacific salmon nidovirus (PsNV)

Unterfamilie Torovirinae (inklusive Gattungen Torovirus und Bafinivirus) → Familie Tobaniviridae
Anm.: Bei den Virusbezeichnungen sind Synonyme und Schreibvarianten in eckige Klammern gesetzt, Akronyme in runde.

#### Kladogramm
Im folgenden Kladogramm nach Mang Shi et al. (2016) wurden die Bezeichnungen gemäß ICTV MSL #39v2 (Stand 7. Mai 2024) aktualisiert:
|  | \| \| Minunacovirus: Bat-CoV-HKU8 \| \| \| \| \| \| Setracovirus: HCov-NL63 \| \| \| \| |
|  |                                                                                         |
|  | Tegacovirus: PEDV                                                                       |
|  |                                                                                         |
|  | Minunacovirus: Bat-CoV-HKU8                                                             |
|  |                                                                                         |
|  | Setracovirus: HCov-NL63                                                                 |
|  |                                                                                         |

|  | Minunacovirus: Bat-CoV-HKU8 |
|  |                             |
|  | Setracovirus: HCov-NL63     |
|  |                             |

|  | \| \| Minunacovirus: Bat-CoV-HKU8 \| \| \| \| \| \| Setracovirus: HCov-NL63 \| \| \| \| |
|  |                                                                                         |
|  | Tegacovirus: PEDV                                                                       |
|  |                                                                                         |
|  | Minunacovirus: Bat-CoV-HKU8                                                             |
|  |                                                                                         |
|  | Setracovirus: HCov-NL63                                                                 |
|  |                                                                                         |

|  | Minunacovirus: Bat-CoV-HKU8 |
|  |                             |
|  | Setracovirus: HCov-NL63     |
|  |                             |

|  | Merbecovirus: MERS-CoV                                                                        |
|  |                                                                                               |
|  | \| \| Embecovirus: HCoV-HKU1 \| \| \| \| \| \| Sarbecovirus: SARS-CoV, SARS-CoV-2 \| \| \| \| |
|  |                                                                                               |
|  | Embecovirus: HCoV-HKU1                                                                        |
|  |                                                                                               |
|  | Sarbecovirus: SARS-CoV, SARS-CoV-2                                                            |
|  |                                                                                               |

|  | Embecovirus: HCoV-HKU1             |
|  |                                    |
|  | Sarbecovirus: SARS-CoV, SARS-CoV-2 |
|  |                                    |

|  | \| \| Minunacovirus: Bat-CoV-HKU8 \| \| \| \| \| \| Setracovirus: HCov-NL63 \| \| \| \| |
|  |                                                                                         |
|  | Tegacovirus: PEDV                                                                       |
|  |                                                                                         |
|  | Minunacovirus: Bat-CoV-HKU8                                                             |
|  |                                                                                         |
|  | Setracovirus: HCov-NL63                                                                 |
|  |                                                                                         |

|  | Minunacovirus: Bat-CoV-HKU8 |
|  |                             |
|  | Setracovirus: HCov-NL63     |
|  |                             |

|  | \| \| Minunacovirus: Bat-CoV-HKU8 \| \| \| \| \| \| Setracovirus: HCov-NL63 \| \| \| \| |
|  |                                                                                         |
|  | Tegacovirus: PEDV                                                                       |
|  |                                                                                         |
|  | Minunacovirus: Bat-CoV-HKU8                                                             |
|  |                                                                                         |
|  | Setracovirus: HCov-NL63                                                                 |
|  |                                                                                         |

|  | Minunacovirus: Bat-CoV-HKU8 |
|  |                             |
|  | Setracovirus: HCov-NL63     |
|  |                             |

|  | Merbecovirus: MERS-CoV                                                                        |
|  |                                                                                               |
|  | \| \| Embecovirus: HCoV-HKU1 \| \| \| \| \| \| Sarbecovirus: SARS-CoV, SARS-CoV-2 \| \| \| \| |
|  |                                                                                               |
|  | Embecovirus: HCoV-HKU1                                                                        |
|  |                                                                                               |
|  | Sarbecovirus: SARS-CoV, SARS-CoV-2                                                            |
|  |                                                                                               |

|  | Embecovirus: HCoV-HKU1             |
|  |                                    |
|  | Sarbecovirus: SARS-CoV, SARS-CoV-2 |
|  |                                    |

|  | Cegacovirus: BWCoV-SW1 |
|  |                        |
|  | Igacovirus: IBV        |
|  |                        |

|  | Andecovirus: WiCoV-HKU20    |
|  |                             |
|  | Buldecovirus: „SpCoV-HKU17“ |
|  |                             |

|  | Cegacovirus: BWCoV-SW1 |
|  |                        |
|  | Igacovirus: IBV        |
|  |                        |

|  | Andecovirus: WiCoV-HKU20    |
|  |                             |
|  | Buldecovirus: „SpCoV-HKU17“ |
|  |                             |

|  | \| \| Minunacovirus: Bat-CoV-HKU8 \| \| \| \| \| \| Setracovirus: HCov-NL63 \| \| \| \| |
|  |                                                                                         |
|  | Tegacovirus: PEDV                                                                       |
|  |                                                                                         |
|  | Minunacovirus: Bat-CoV-HKU8                                                             |
|  |                                                                                         |
|  | Setracovirus: HCov-NL63                                                                 |
|  |                                                                                         |

|  | Minunacovirus: Bat-CoV-HKU8 |
|  |                             |
|  | Setracovirus: HCov-NL63     |
|  |                             |

|  | \| \| Minunacovirus: Bat-CoV-HKU8 \| \| \| \| \| \| Setracovirus: HCov-NL63 \| \| \| \| |
|  |                                                                                         |
|  | Tegacovirus: PEDV                                                                       |
|  |                                                                                         |
|  | Minunacovirus: Bat-CoV-HKU8                                                             |
|  |                                                                                         |
|  | Setracovirus: HCov-NL63                                                                 |
|  |                                                                                         |

|  | Minunacovirus: Bat-CoV-HKU8 |
|  |                             |
|  | Setracovirus: HCov-NL63     |
|  |                             |

|  | Merbecovirus: MERS-CoV                                                                        |
|  |                                                                                               |
|  | \| \| Embecovirus: HCoV-HKU1 \| \| \| \| \| \| Sarbecovirus: SARS-CoV, SARS-CoV-2 \| \| \| \| |
|  |                                                                                               |
|  | Embecovirus: HCoV-HKU1                                                                        |
|  |                                                                                               |
|  | Sarbecovirus: SARS-CoV, SARS-CoV-2                                                            |
|  |                                                                                               |

|  | Embecovirus: HCoV-HKU1             |
|  |                                    |
|  | Sarbecovirus: SARS-CoV, SARS-CoV-2 |
|  |                                    |

|  | \| \| Minunacovirus: Bat-CoV-HKU8 \| \| \| \| \| \| Setracovirus: HCov-NL63 \| \| \| \| |
|  |                                                                                         |
|  | Tegacovirus: PEDV                                                                       |
|  |                                                                                         |
|  | Minunacovirus: Bat-CoV-HKU8                                                             |
|  |                                                                                         |
|  | Setracovirus: HCov-NL63                                                                 |
|  |                                                                                         |

|  | Minunacovirus: Bat-CoV-HKU8 |
|  |                             |
|  | Setracovirus: HCov-NL63     |
|  |                             |

|  | \| \| Minunacovirus: Bat-CoV-HKU8 \| \| \| \| \| \| Setracovirus: HCov-NL63 \| \| \| \| |
|  |                                                                                         |
|  | Tegacovirus: PEDV                                                                       |
|  |                                                                                         |
|  | Minunacovirus: Bat-CoV-HKU8                                                             |
|  |                                                                                         |
|  | Setracovirus: HCov-NL63                                                                 |
|  |                                                                                         |

|  | Minunacovirus: Bat-CoV-HKU8 |
|  |                             |
|  | Setracovirus: HCov-NL63     |
|  |                             |

|  | Merbecovirus: MERS-CoV                                                                        |
|  |                                                                                               |
|  | \| \| Embecovirus: HCoV-HKU1 \| \| \| \| \| \| Sarbecovirus: SARS-CoV, SARS-CoV-2 \| \| \| \| |
|  |                                                                                               |
|  | Embecovirus: HCoV-HKU1                                                                        |
|  |                                                                                               |
|  | Sarbecovirus: SARS-CoV, SARS-CoV-2                                                            |
|  |                                                                                               |

|  | Embecovirus: HCoV-HKU1             |
|  |                                    |
|  | Sarbecovirus: SARS-CoV, SARS-CoV-2 |
|  |                                    |

|  | Cegacovirus: BWCoV-SW1 |
|  |                        |
|  | Igacovirus: IBV        |
|  |                        |

|  | Andecovirus: WiCoV-HKU20    |
|  |                             |
|  | Buldecovirus: „SpCoV-HKU17“ |
|  |                             |

|  | Cegacovirus: BWCoV-SW1 |
|  |                        |
|  | Igacovirus: IBV        |
|  |                        |

|  | Andecovirus: WiCoV-HKU20    |
|  |                             |
|  | Buldecovirus: „SpCoV-HKU17“ |
|  |                             |

|  | \| \| Minunacovirus: Bat-CoV-HKU8 \| \| \| \| \| \| Setracovirus: HCov-NL63 \| \| \| \| |
|  |                                                                                         |
|  | Tegacovirus: PEDV                                                                       |
|  |                                                                                         |
|  | Minunacovirus: Bat-CoV-HKU8                                                             |
|  |                                                                                         |
|  | Setracovirus: HCov-NL63                                                                 |
|  |                                                                                         |

|  | Minunacovirus: Bat-CoV-HKU8 |
|  |                             |
|  | Setracovirus: HCov-NL63     |
|  |                             |

|  | \| \| Minunacovirus: Bat-CoV-HKU8 \| \| \| \| \| \| Setracovirus: HCov-NL63 \| \| \| \| |
|  |                                                                                         |
|  | Tegacovirus: PEDV                                                                       |
|  |                                                                                         |
|  | Minunacovirus: Bat-CoV-HKU8                                                             |
|  |                                                                                         |
|  | Setracovirus: HCov-NL63                                                                 |
|  |                                                                                         |

|  | Minunacovirus: Bat-CoV-HKU8 |
|  |                             |
|  | Setracovirus: HCov-NL63     |
|  |                             |

|  | Merbecovirus: MERS-CoV                                                                        |
|  |                                                                                               |
|  | \| \| Embecovirus: HCoV-HKU1 \| \| \| \| \| \| Sarbecovirus: SARS-CoV, SARS-CoV-2 \| \| \| \| |
|  |                                                                                               |
|  | Embecovirus: HCoV-HKU1                                                                        |
|  |                                                                                               |
|  | Sarbecovirus: SARS-CoV, SARS-CoV-2                                                            |
|  |                                                                                               |

|  | Embecovirus: HCoV-HKU1             |
|  |                                    |
|  | Sarbecovirus: SARS-CoV, SARS-CoV-2 |
|  |                                    |

|  | \| \| Minunacovirus: Bat-CoV-HKU8 \| \| \| \| \| \| Setracovirus: HCov-NL63 \| \| \| \| |
|  |                                                                                         |
|  | Tegacovirus: PEDV                                                                       |
|  |                                                                                         |
|  | Minunacovirus: Bat-CoV-HKU8                                                             |
|  |                                                                                         |
|  | Setracovirus: HCov-NL63                                                                 |
|  |                                                                                         |

|  | Minunacovirus: Bat-CoV-HKU8 |
|  |                             |
|  | Setracovirus: HCov-NL63     |
|  |                             |

|  | \| \| Minunacovirus: Bat-CoV-HKU8 \| \| \| \| \| \| Setracovirus: HCov-NL63 \| \| \| \| |
|  |                                                                                         |
|  | Tegacovirus: PEDV                                                                       |
|  |                                                                                         |
|  | Minunacovirus: Bat-CoV-HKU8                                                             |
|  |                                                                                         |
|  | Setracovirus: HCov-NL63                                                                 |
|  |                                                                                         |

|  | Minunacovirus: Bat-CoV-HKU8 |
|  |                             |
|  | Setracovirus: HCov-NL63     |
|  |                             |

|  | Merbecovirus: MERS-CoV                                                                        |
|  |                                                                                               |
|  | \| \| Embecovirus: HCoV-HKU1 \| \| \| \| \| \| Sarbecovirus: SARS-CoV, SARS-CoV-2 \| \| \| \| |
|  |                                                                                               |
|  | Embecovirus: HCoV-HKU1                                                                        |
|  |                                                                                               |
|  | Sarbecovirus: SARS-CoV, SARS-CoV-2                                                            |
|  |                                                                                               |

|  | Embecovirus: HCoV-HKU1             |
|  |                                    |
|  | Sarbecovirus: SARS-CoV, SARS-CoV-2 |
|  |                                    |

|  | Cegacovirus: BWCoV-SW1 |
|  |                        |
|  | Igacovirus: IBV        |
|  |                        |

|  | Andecovirus: WiCoV-HKU20    |
|  |                             |
|  | Buldecovirus: „SpCoV-HKU17“ |
|  |                             |

|  | Cegacovirus: BWCoV-SW1 |
|  |                        |
|  | Igacovirus: IBV        |
|  |                        |

|  | Andecovirus: WiCoV-HKU20    |
|  |                             |
|  | Buldecovirus: „SpCoV-HKU17“ |
|  |                             |

|  | \| \| Minunacovirus: Bat-CoV-HKU8 \| \| \| \| \| \| Setracovirus: HCov-NL63 \| \| \| \| |
|  |                                                                                         |
|  | Tegacovirus: PEDV                                                                       |
|  |                                                                                         |
|  | Minunacovirus: Bat-CoV-HKU8                                                             |
|  |                                                                                         |
|  | Setracovirus: HCov-NL63                                                                 |
|  |                                                                                         |

|  | Minunacovirus: Bat-CoV-HKU8 |
|  |                             |
|  | Setracovirus: HCov-NL63     |
|  |                             |

|  | \| \| Minunacovirus: Bat-CoV-HKU8 \| \| \| \| \| \| Setracovirus: HCov-NL63 \| \| \| \| |
|  |                                                                                         |
|  | Tegacovirus: PEDV                                                                       |
|  |                                                                                         |
|  | Minunacovirus: Bat-CoV-HKU8                                                             |
|  |                                                                                         |
|  | Setracovirus: HCov-NL63                                                                 |
|  |                                                                                         |

|  | Minunacovirus: Bat-CoV-HKU8 |
|  |                             |
|  | Setracovirus: HCov-NL63     |
|  |                             |

|  | Merbecovirus: MERS-CoV                                                                        |
|  |                                                                                               |
|  | \| \| Embecovirus: HCoV-HKU1 \| \| \| \| \| \| Sarbecovirus: SARS-CoV, SARS-CoV-2 \| \| \| \| |
|  |                                                                                               |
|  | Embecovirus: HCoV-HKU1                                                                        |
|  |                                                                                               |
|  | Sarbecovirus: SARS-CoV, SARS-CoV-2                                                            |
|  |                                                                                               |

|  | Embecovirus: HCoV-HKU1             |
|  |                                    |
|  | Sarbecovirus: SARS-CoV, SARS-CoV-2 |
|  |                                    |

|  | \| \| Minunacovirus: Bat-CoV-HKU8 \| \| \| \| \| \| Setracovirus: HCov-NL63 \| \| \| \| |
|  |                                                                                         |
|  | Tegacovirus: PEDV                                                                       |
|  |                                                                                         |
|  | Minunacovirus: Bat-CoV-HKU8                                                             |
|  |                                                                                         |
|  | Setracovirus: HCov-NL63                                                                 |
|  |                                                                                         |

|  | Minunacovirus: Bat-CoV-HKU8 |
|  |                             |
|  | Setracovirus: HCov-NL63     |
|  |                             |

|  | \| \| Minunacovirus: Bat-CoV-HKU8 \| \| \| \| \| \| Setracovirus: HCov-NL63 \| \| \| \| |
|  |                                                                                         |
|  | Tegacovirus: PEDV                                                                       |
|  |                                                                                         |
|  | Minunacovirus: Bat-CoV-HKU8                                                             |
|  |                                                                                         |
|  | Setracovirus: HCov-NL63                                                                 |
|  |                                                                                         |

|  | Minunacovirus: Bat-CoV-HKU8 |
|  |                             |
|  | Setracovirus: HCov-NL63     |
|  |                             |

|  | Merbecovirus: MERS-CoV                                                                        |
|  |                                                                                               |
|  | \| \| Embecovirus: HCoV-HKU1 \| \| \| \| \| \| Sarbecovirus: SARS-CoV, SARS-CoV-2 \| \| \| \| |
|  |                                                                                               |
|  | Embecovirus: HCoV-HKU1                                                                        |
|  |                                                                                               |
|  | Sarbecovirus: SARS-CoV, SARS-CoV-2                                                            |
|  |                                                                                               |

|  | Embecovirus: HCoV-HKU1             |
|  |                                    |
|  | Sarbecovirus: SARS-CoV, SARS-CoV-2 |
|  |                                    |

|  | Cegacovirus: BWCoV-SW1 |
|  |                        |
|  | Igacovirus: IBV        |
|  |                        |

|  | Andecovirus: WiCoV-HKU20    |
|  |                             |
|  | Buldecovirus: „SpCoV-HKU17“ |
|  |                             |

|  | Cegacovirus: BWCoV-SW1 |
|  |                        |
|  | Igacovirus: IBV        |
|  |                        |

|  | Andecovirus: WiCoV-HKU20    |
|  |                             |
|  | Buldecovirus: „SpCoV-HKU17“ |
|  |                             |

### Äußere Systematik
| Ordnung     | Unterordnung    | Familie          |  |
| ----------- | --------------- | ---------------- |  |
| Nidovirales |                 |                  |  |
|             | Abnidovirineae  |                  |  |
|             |                 | Abyssoviridae    |  |
|             | Arnidovirineae  |                  |  |
|             |                 | Arteriviridae    |  |
|             |                 | Cremegaviridae   |  |
|             |                 | Gresnaviridae    |  |
|             |                 | Olifoviridae     |  |
|             | Cornidovirineae |                  |  |
|             |                 | Coronaviridae    |  |
|             | Mesnidovirineae |                  |  |
|             |                 | Medioniviridae   |  |
|             |                 | Mesoniviridae    |  |
|             | Monidovirineae  |                  |  |
|             |                 | Mononiviridae    |  |
|             | Nanidovirineae  |                  |  |
|             |                 | Nanghoshaviridae |  |
|             |                 | Nanhypoviridae   |  |
|             | Ronidovirineae  |                  |  |
|             |                 | Euroniviridae    |  |
|             |                 | Roniviridae      |  |
|             | Tornidovirineae |                  |  |
|             |                 | Tobaniviridae    |  |

### Taxonomische Hintergründe

#### Unterfamilien
Bis 2018 bestand Coronaviridae aus den Unterfamilien Coronavirinae und Torovirinae. Davor war sie bigenerisch, bestehend aus den Gattungen (Genera) Coronavirus und Torovirus.
2009, im Zuge der Weiterentwicklung der Familie, war die Gattung Coronavirus zur Unterfamilie Coronavirinae erhoben worden. Die Unterfamilie enthielt dieselben Viren wie zuvor die Gattung. Sie war neben die neue Unterfamilie Torovirinae gestellt worden, die unter anderem die Gattung Torovirus enthielt.
2018 wurde die Unterfamilie Coronavirinae in Orthocoronavirinae umbenannt. Näheres im Abschnitt Orthocoronavirinae.

#### Gattungen
Die Viren innerhalb der alten Gattung Coronavirus waren auf der Grundlage von phylogenetischen und serologischen Eigenschaften der Arten in drei nicht-taxonomische, monophyletische Gruppen (Kladen) unterteilt worden, die man früher auch als HCoV-229E-ähnliche (Gruppe 1), HCoV-OC43-ähnliche (Gruppe 2) und IBV-ähnliche (Gruppe 3) Coronaviren bezeichnet hatte. Gruppe 2 wurde weiter in die vier ebenfalls monophyletischen Untergruppen 2A bis 2D unterschieden.
Während der 2009 stattfindenden Bildung der neuen Unterfamilie Coronavirinae aus der alten Gattung Coronavirus wurden die damaligen drei informellen, aber lange und gut etablierten monophyletischen Gruppen zu den heutigen Gattungen Alpha- bis Gammacoronavirus (in der Reihenfolge des griechischen Alphabetes: Alpha, Beta, Gamma, Delta, Epsilon, …). Gattung Deltacoronavirus kam später dazu, eine weitere Gattung „Epsiloncoronavirus“ könnte bald dazukommen. Die Gattung Torovirus blieb hingegen unter diesem Namen bestehen und wurde in die neue Unterfamilie Torovirinae eingeordnet. Dieser wurde neben Torovirus noch die neue Gattung Bafinivirus von bazilliformen (stäbchenförmigen) Fischviren hinzugefügt.
2018 verschwanden die Toroviren dann gänzlich aus der Familie Coronaviridae, gleichzeitig kamen die Letoviren neu hinzu.
Mit „Toroviren“ sind hier alle Viren der Unterfamilie Torovirinae in der damaligen Form gemeint. Diese Unterfamilie umfasste die Viren der Gattungen Toro- und Bafinivirus und weitere Viren. Diese Viren wurden 2018 in die neue Nidoviren-Familie Tobaniviridae mit einer neugestalteten Unterfamilienstruktur gestellt, wodurch unter anderem Namenszweideutigkeiten endeten: Nun sind wieder nur die Viren der Gattung Torovirus auch als Toroviren klassifiziert.
| Gattungen / gattungsähnliche Gruppen | Gattungen / gattungsähnliche Gruppen | Gattungen / gattungsähnliche Gruppen | Gattungen / gattungsähnliche Gruppen | Gattungen / gattungsähnliche Gruppen | Gattungen / gattungsähnliche Gruppen | Gattungen / gattungsähnliche Gruppen | Gattungen / gattungsähnliche Gruppen |               | Familienzugeh. | Familienzugeh. |
| bis 2009                             | bis 2009                             | bis 2009                             | ab 2009                              | ab 2011                              | ab 2018                              | ab 2022                              | kommend (Stand Mai 2024)             | bis 2018      | ab 2018        |                |
| ------------------------------------ | ------------------------------------ | ------------------------------------ | ------------------------------------ | ------------------------------------ | ------------------------------------ | ------------------------------------ | ------------------------------------ | ------------- | -------------- | -------------- |
| Coronavirus                          | HCoV-229E-Ähnliche                   | Gruppe 1                             | Alphacoronavirus                     | Alphacoronavirus                     | Alphacoronavirus                     | Alphacoronavirus                     | Alphacoronavirus                     | Coronaviridae | Coronaviridae  |                |
| Coronavirus                          | HCoV-OC43-Ähnliche                   | Gruppe 2                             | Betacoronavirus                      | Betacoronavirus                      | Betacoronavirus                      | Betacoronavirus                      | Betacoronavirus                      | Coronaviridae | Coronaviridae  |                |
| Coronavirus                          | IBV-Ähnliche                         | Gruppe 3                             | Gammacoronavirus                     | Gammacoronavirus                     | Gammacoronavirus                     | Gammacoronavirus                     | Gammacoronavirus                     | Coronaviridae | Coronaviridae  |                |
|                                      |                                      |                                      |                                      | Deltacoronavirus                     |                                      |                                      |                                      | Coronaviridae | Coronaviridae  |                |
|                                      |                                      |                                      |                                      |                                      |                                      |                                      | „Epsiloncoronavirus“                 | (n. a.)       | Coronaviridae  |                |
|                                      |                                      |                                      |                                      |                                      | Alphaletovirus                       |                                      |                                      | (n. a.)       | Coronaviridae  |                |
|                                      |                                      |                                      |                                      |                                      |                                      | Alphapironavirus                     |                                      | (n. a.)       | Coronaviridae  |                |
| Torovirus                            | Torovirus                            | Torovirus                            | Torovirus                            | Torovirus                            |                                      |                                      |                                      | Coronaviridae | Tobaniviridae  |                |
|                                      |                                      |                                      | Bafinivirus                          |                                      |                                      |                                      |                                      | Coronaviridae | Tobaniviridae  |                |

Legende: gattungsähnlich gebrauchte, monophyletische Gruppen Unterfamilien

#### Untergattungen
2018 wurden zum ersten Male auch eine ganze Reihe Untergattungen in der Familie Coronaviridae definiert. Darunter auch Untergattungen in der Gattung Betacoronavirus (siehe ebenda). So wie zuvor diese Gattung aus der bekannten Phylogruppe 2 gebildet worden war, wurden auch die nun unter den Namen Linie A bis Linie D bekannten Untergruppen 2A bis 2D in Untergattungen umgemünzt.
2018 wurden zum ersten Male auch eine ganze Reihe Untergattungen in der Familie Coronaviridae definiert. Der Name der Untergattungen entspricht einem Schema sprechender Namen in Form von Neologismen. Sie sind durchweg Kofferworte (nach ICTV-Code ein sogenanntes siglum (englisch/lateinisch)) wie z. B. Sarbecovirus entsprechend SARS-like betacoronavirus.
Ein ausdrücklicher Grund dafür war ein Klassifikationsstau durch viele noch nicht eingehend beschriebene und daher noch einzuordnende Viren. Auch waren viele Neuentdeckungen und Neubeschreibungen durch die großen Fortschritte in der Genomanyalyse und die verstärkte Forschungstätigkeit im Bereich der Coronaviren seit der SARS-Pandemie 2002/2003 zu erwarten. Man wollte durch diesen Aspekt der taxonomischen Struktur einen rationellen Rahmen für die systematische Einordnung bieten, der nur noch auf die genomischen Eigenschaften der Viren abstellt. Denn die waren schon lange als der einzig relevante Gesichtspunkt für die Einordnung festgelegt worden.
Unter den Untergattungen sind auch solche in der Gattung Betacoronavirus (siehe ebenda). So wie zuvor diese Gattung aus der bekannten Phylogruppe 2 gebildet worden war, wurden auch die nun unter den Namen Linie A bis Linie D bekannten Untergruppen 2A bis 2D in Untergattungen umgemünzt.

## Bedeutung

### Medizin

#### Erkrankungen
Coronaviren verursachen bei verschiedenen Wirbeltieren wie Säugetieren, Vögeln, Fischen und Fröschen sehr unterschiedliche Erkrankungen.
Beim Menschen sind diverse Arten des Coronavirus als Erreger von leichten respiratorischen Infektionen (Erkältungskrankheiten) bis hin zum schweren akuten Atemwegssyndrom von Bedeutung. Eine ursächliche Beteiligung an Gastroenteritiden ist möglich, spielt jedoch klinisch und zahlenmäßig keine große Rolle. Insgesamt sind sieben humanpathogene Coronaviren bekannt (Stand Februar 2020): neben SARS-CoV(-1), SARS-CoV-2 und MERS-CoV noch HCoV-HKU1, HCoV-OC43 (alle zur Gattung Betacoronavirus), HCoV-NL63 und HCoV-229E (beide zur Gattung Alphacoronavirus). Die vier letztgenannten verursachen etwa 5–30 % aller akuten respiratorischen Erkrankungen und führen typischerweise zu Rhinitis, Konjunktivitis, Pharyngitis, gelegentlich zu einer Laryngitis oder einer Mittelohrentzündung (Otitis media). Auch Infektionen des unteren Respirationstraktes sind möglich, insbesondere bei Koinfektionen mit anderen respiratorischen Erregern (wie Rhinoviren, Enteroviren, Respiratory-Syncytial-Viren (RSV), Parainfluenzaviren). Schwere Krankheitsverläufe werden vor allem bei vorbestehenden Erkrankungen, insbesondere des kardiopulmonalen Systems, beobachtet und im Zusammenhang mit Transplantationen (Immunsuppression); im Normalfall treten nur vergleichsweise geringfügige Symptome auf.
Bei einer Verlaufsstudie über acht Jahre – vor dem Ausbruch von COVID-19 – in ausgesuchten Haushalten mit etwa tausend Personen in Michigan, USA, waren knapp 1000 akute Atemwegserkrankungen durch HCoV-Infektionen verursacht (zumeist OC43). Auffällig war das saisonal begrenzte Auftreten dieser Infektionen in den Monaten Dezember bis April/Mai, was aber nicht notwendigerweise bei SARS-CoV-2 genauso vorausgesetzt werden kann.

## Unterfamilien

### Orthocoronavirinae
Die Unterfamilie entstand 2018 aus der Umbenennung der Unterfamilie Coronavirinae. Diese wiederum entstand, indem die Gattung Coronavirus 2009 zur Unterfamilie erhoben wurde (und die Endung -virus in -virinae geändert wurde).
Parallel bestand bis 2018 innerhalb der Familie Coronaviridae jeweils ein Toroviren-Schwestertaxon mit analoger Benennung: Torovirus als Schwestergattung von Coronavirus und Torovirinae als Schwesterunterfamilie von Coronavirinae. Dadurch ergab sich die Situation, dass Toroviren namentlich sowohl Coronaviren waren, wegen ihrer Zugehörigkeit zur Familie Coronaviridae, als auch Nicht-Coronaviren, wegen ihrer Nicht-Zugehörigkeit zur Unterfamilie / Untergattung Coronavirinae / Coronavirus. So etwas war nie ungewöhnlich in der Virentaxonomie. Ähnliche Verwicklungen bestanden zeitweise zwischen Toroviren und Bafiniviren.
Die Toroviren entsprachen zudem nicht oder nur sehr eingeschränkt dem Namen „Coronavirus“.

Sonnenkorona

Hinter dem Namen „Corona-virus“ steht die Idee von einer sonnenartigen Grundgestalt umgeben von einer sonnenartigen Korona. Damit ist ein in elektronenmikroskopischen Bildern als scheibenförmig erscheinendes Virus gemeint, das von einem deutlichen, abgesetzten Kranz aus keulen- oder blütenblattförmigen Fortsätzen eingerahmt wird. (Siehe auch Abschnitt Etymologie) Aber weder die Toro- noch die Bafiniviren waren scheiben- bzw. kugelförmig. (Obschon Toroviren dazu gebracht worden seien sollen, in Zellkultur zum Teil kugelförmige Virionen zu produzieren.) Sie hatten ihre Namen gerade daher, dass sie Torus- bzw. Bazillus-förmig waren, also Ring- bzw. Stäbchen-förmig. Die Toroviren waren tatsächlich sogar stäbchenförmige Gebilde, die zu einem fast geschlossenen Ring oder einer mondsichelförmigen Gestalt gebogen waren.
Zu den Unterschieden gesellten sich dann noch Abweichungen in der Genomstruktur zwischen Toro- und Bafiniviren auf der einen Seite und Coronaviren auf der anderen Seite. Das Genom kodierte z. B. nicht das Hüllenprotein E der anderen Coronaviren und war insgesamt sehr viel einfacher organisiert. Insbesondere fehlten fast alle typischen Hilfsgene der anderen Coronaviren.
Toro- und Bafiniviren hatten zudem tubuläre, helikale Nukleokapside, während die der anderen Coronaviren lose gewunden waren. Auch waren die Kapsidproteine weniger als halb so groß wie die der anderen Coronaviren. Letztlich wichen die Bafiniviren auch noch im Wirtsspektrum (= aquatisch) von den Viren innerhalb Coronavirinae / Coronavirus (= terrestrisch) ab.

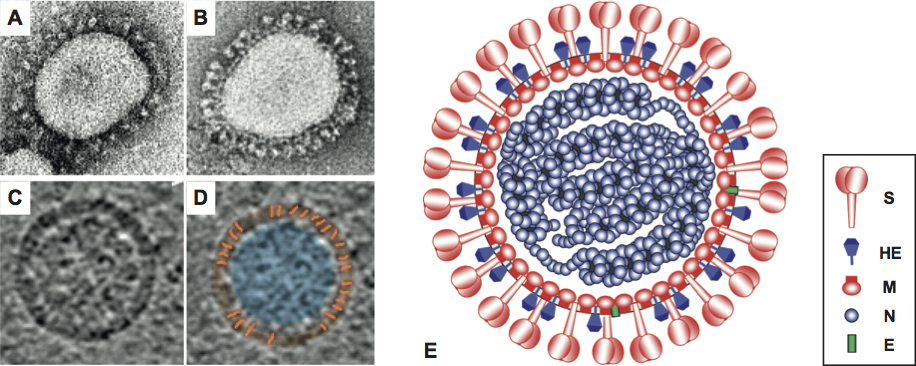
Typus von Betacoronavirus, Art Murine coronavirus (hier verschiedene MHV-Stämme). Sog. „echte“ Coronaviren.

Aufgrund dieser Unterschiede wurden bis 2018 die Viren der damaligen Unterfamilie Coronavirinae bzw. der vormaligen Gattung Coronavirus typischerweise als „echte Coronaviren“ bezeichnet. So grenzte man sie von den bloß formalen Coronaviren aus der Gruppe der Toro- und Bafiniviren ab. Dann fand 2018 die Entfernung der Toro- und Bafiniviren aus der Familie Coronaviridae statt. Gleichzeitig wurde eine Namensänderung von Coronavirinae zur heutigen Unterfamilie Orthocoronavirinae vorgenommen. Seitdem steht der wohlabgegrenzte Name „Orthocoronaviren“ für die Viren dieser Gruppe zur Verfügung.
Formal gesehen bezeichnet der Name „Coronaviren“ nun alle Viren der Familie Coronaviridae und – soweit alleinstehend – sonst nichts. Das entspricht auch den ICTV-Regeln der Virus-Taxonomie, der Mehrdeutigkeiten bei der (Neu-)Benennung von Taxa verbietet.:3.16

Sog. „echte“ Coronaviren
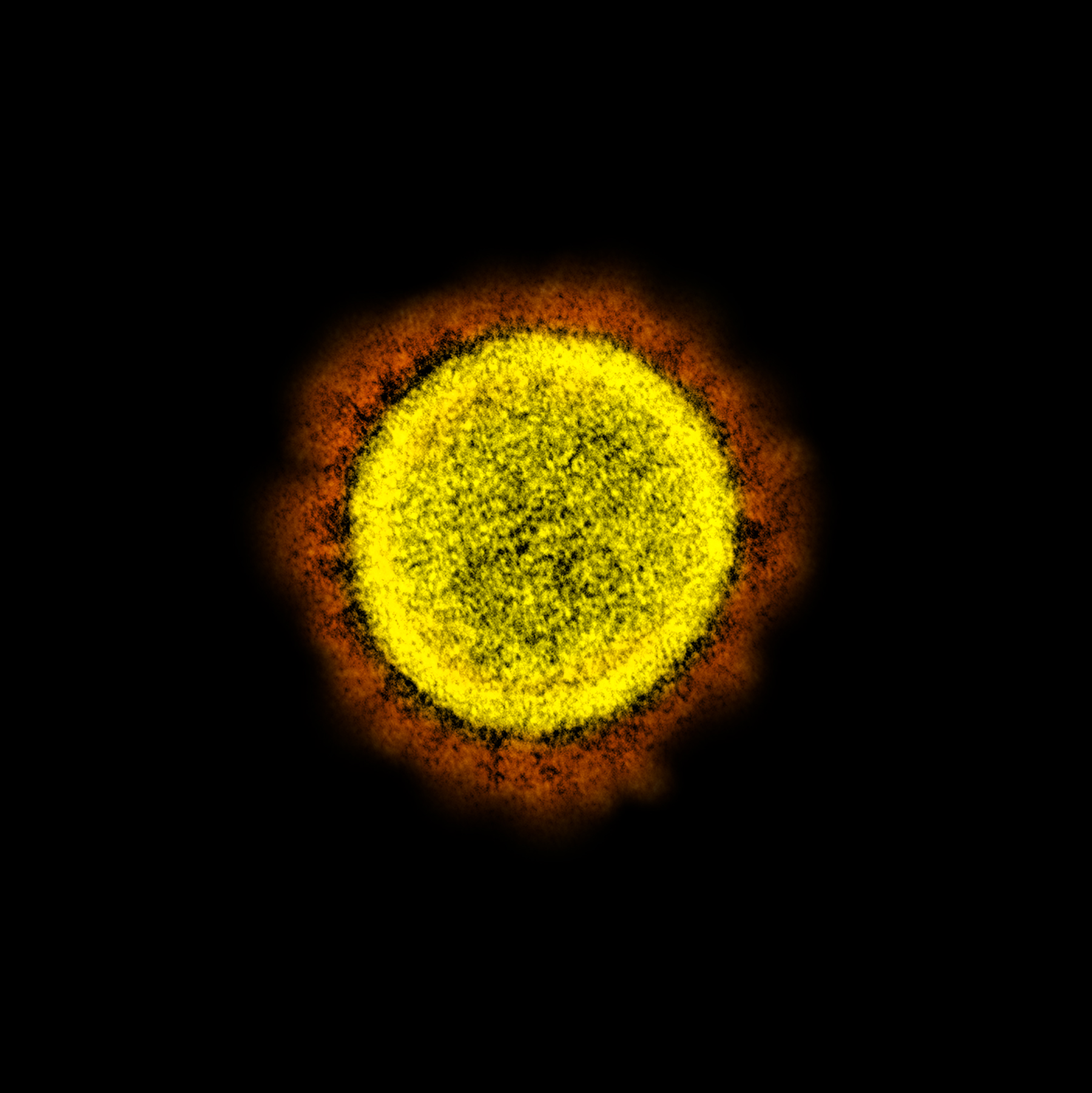
Severe acute respiratory syndrome-related coronavirus (hier SARS-CoV-2)
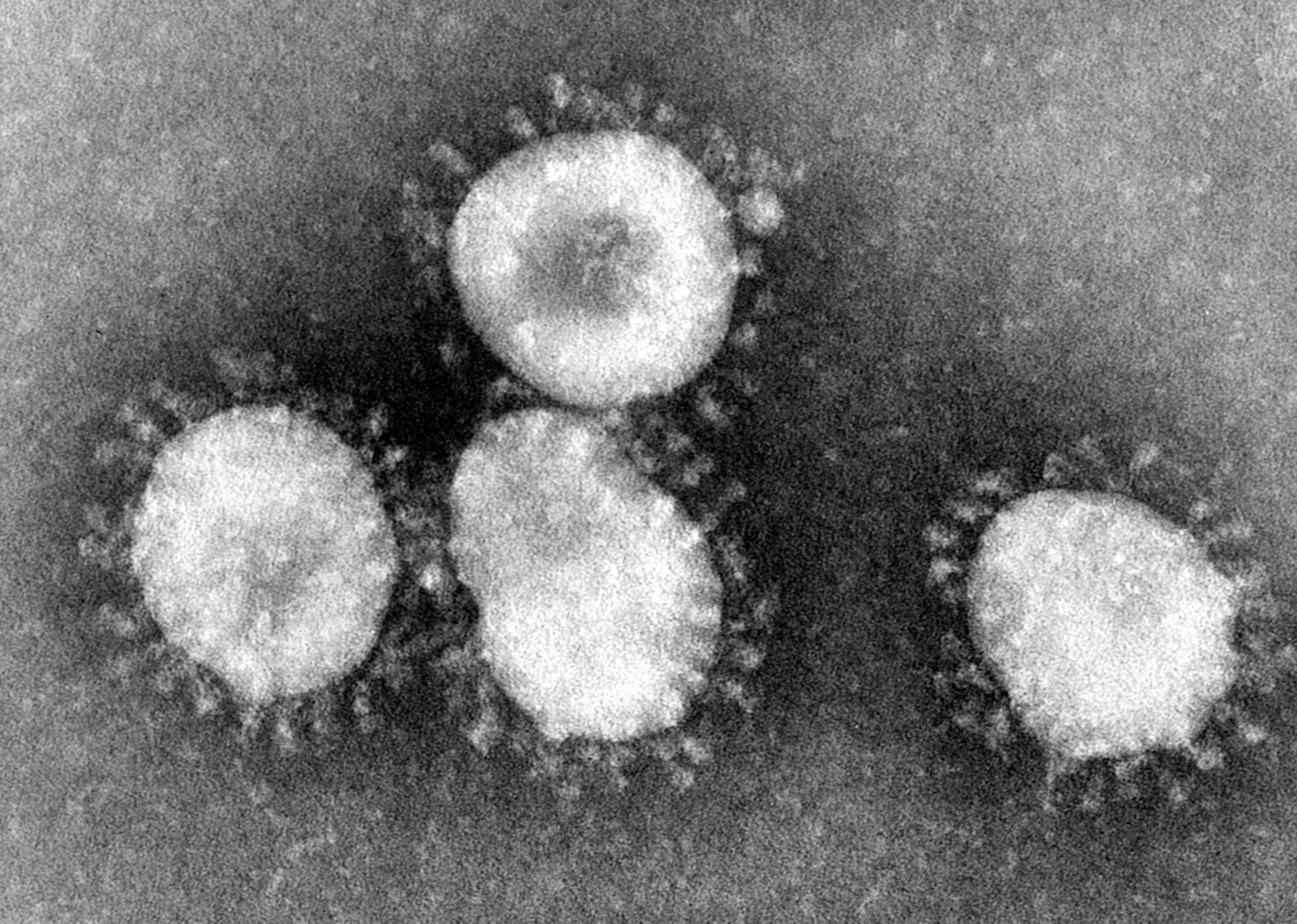
Avian coronavirus (hier IBV, zu Gammacoronavirus)
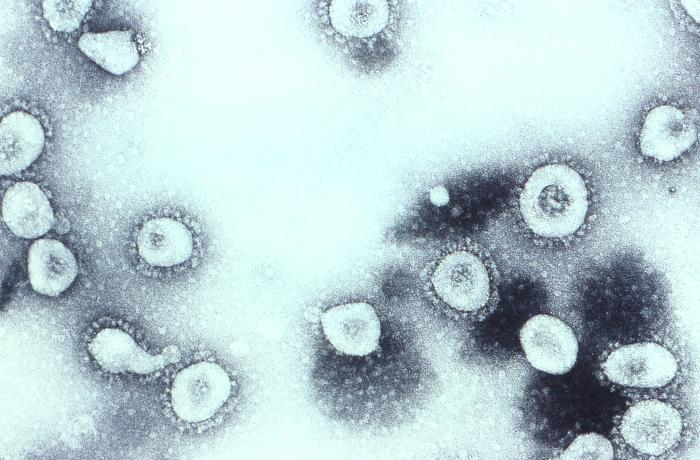
Betacoronavirus 1 (hier HCoV-OC43)
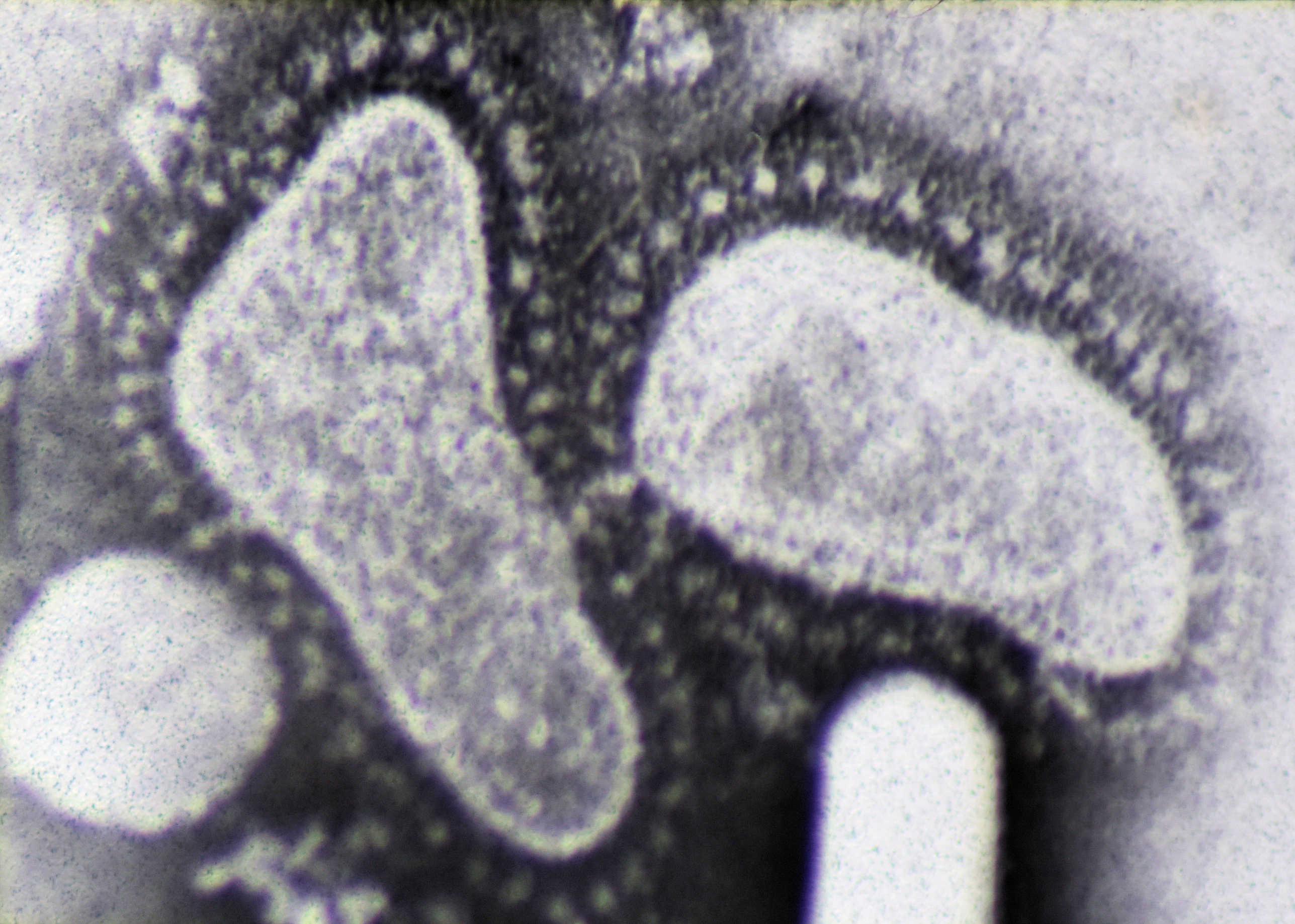
Pleomorphe Coronaviren
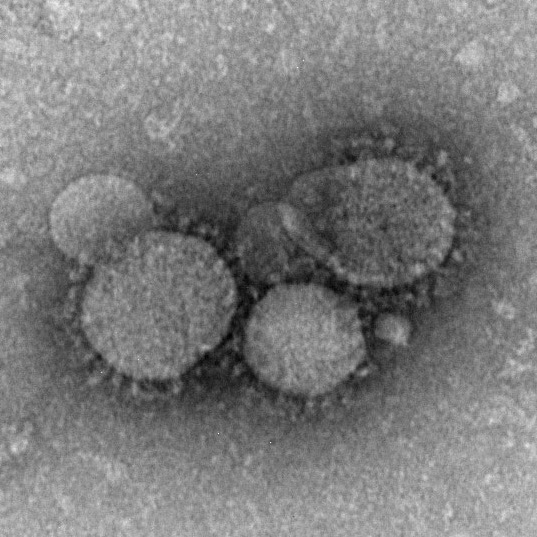
Middle East respiratory syndrome-related coronavirus (MERS-CoV)
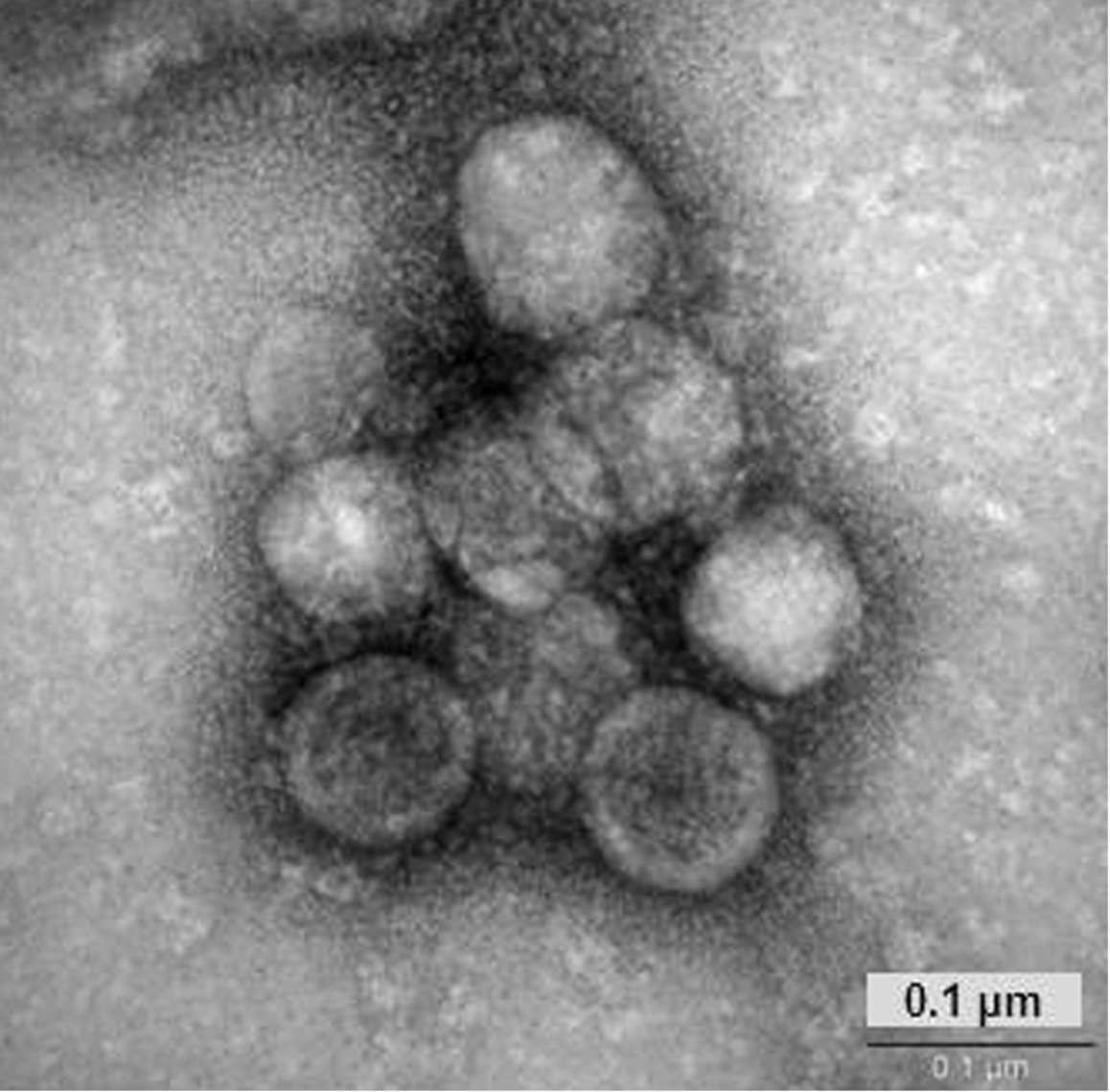
Humanes Coronavirus NL63

Bis 2018 ebenfalls Coronaviren
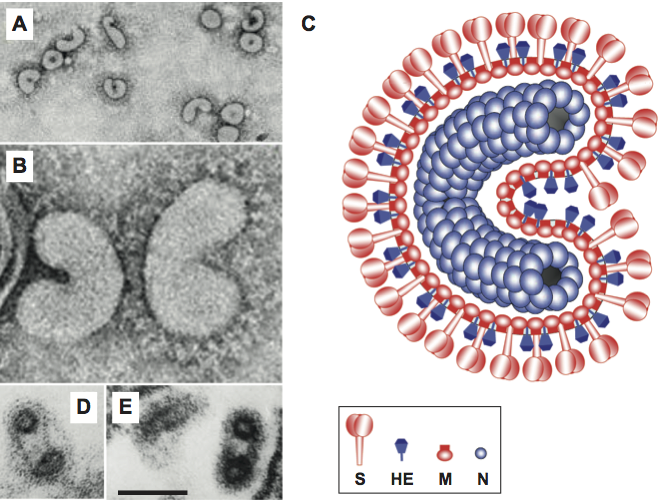
Typus von Torovirus (hier BEV, Art Equine torovirus)
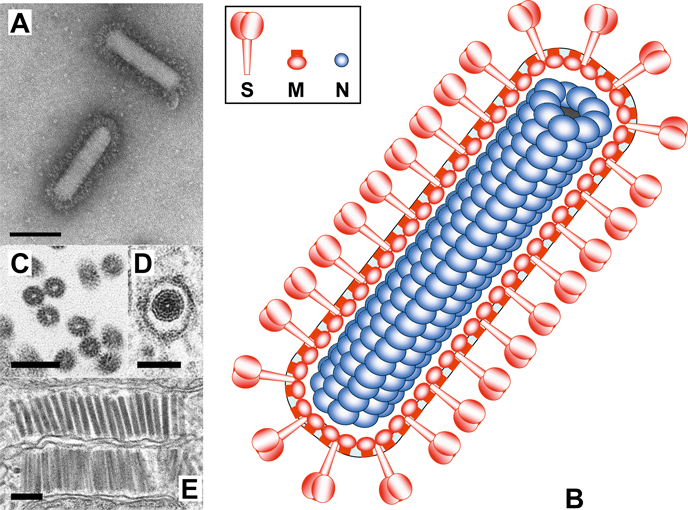
Typus von Bafinivirus (hier WBV, Art White bream virus)
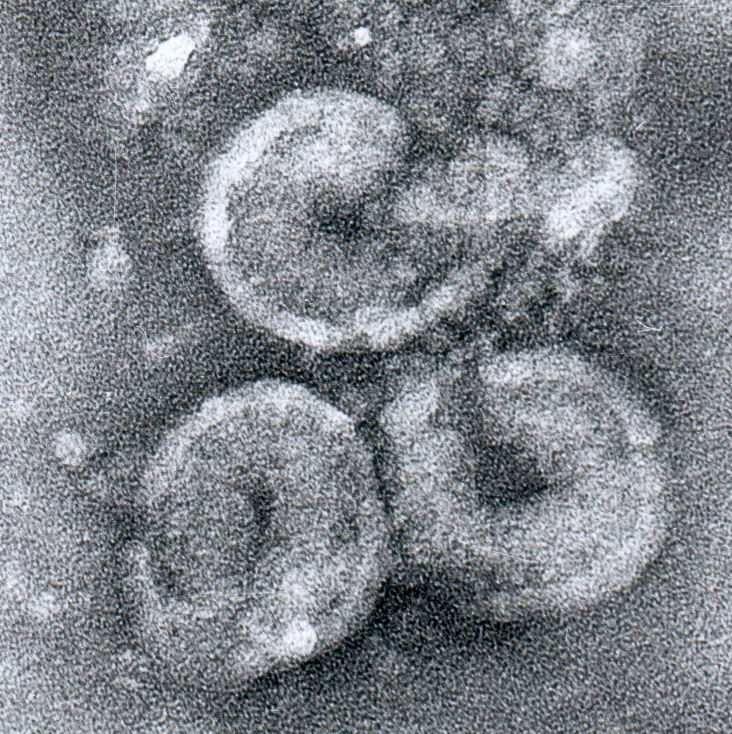
Equine torovirus
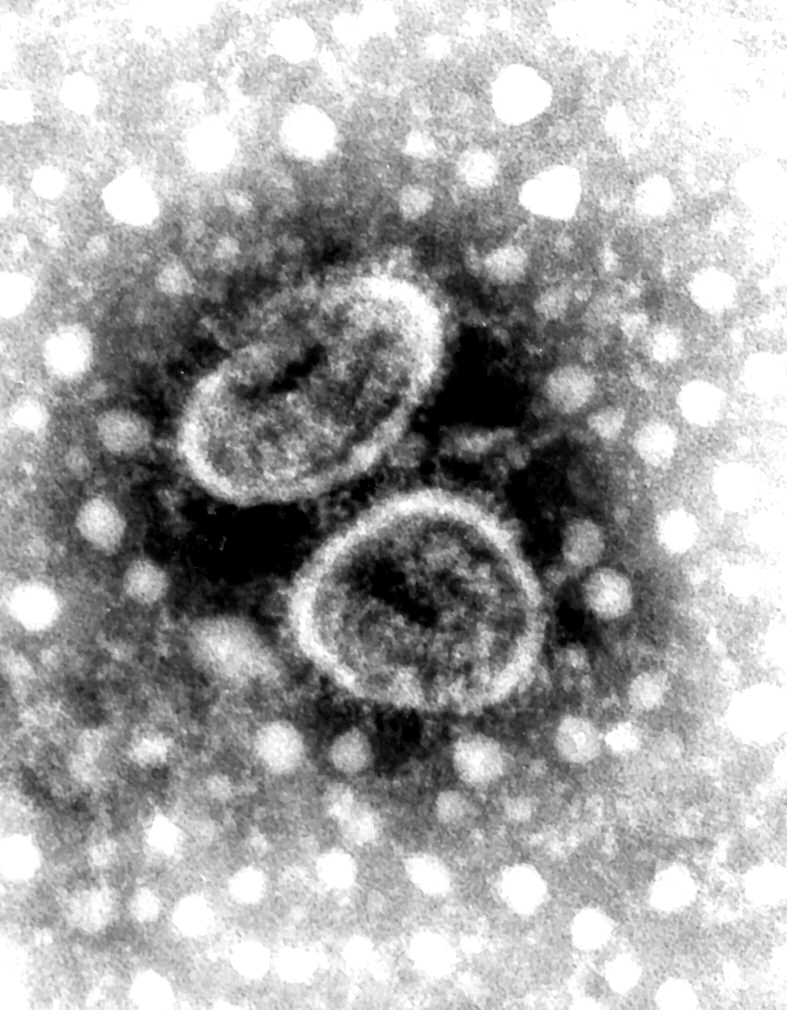
Humane Torovirus-Partikel

Da die im Rahmen der Namensänderung hinzugekommenen Letoviren den Orthocoronaviren deutlich ähnlicher sind, ist der Name „Coronaviren“ nun auch ohne weiteres zutreffend für alle Viren der Familie Coronaviridae und es müsste keine Mehrdeutigkeiten mehr geben.:3.16 Trotzdem werden weiterhin in erster Linie die Viren der Unterfamilie Orthocoronavirinae als die Coronaviren bezeichnet. Das mag an der noch geringen Erforschtheit der Gruppe der Letoviren (Unterfamilie Letovirinae) liegen.

### Letovirinae
Die Unterfamilie wurde 2018 aufgrund der Entdeckung des Froschvirus Microhyla letovirus 1 (Spezies Alphaletovirus microhylae) geschaffen.
Von den Letoviren als Gruppe ist noch nicht viel bekannt, da sie bisher nur durch diese eine noch nicht sehr eingehend erforschte Art vertreten werden. Sie stimmen in allen wesentlichen Eigenschaften mit den Orthocoronaviren überein, bilden aber in statistischen Verwandtschaftsanalysen der Genome eine unabhängige Gruppe, die zu weit entfernt von den Orthocoronaviren ist, um etwa innerhalb der Unterfamilie Orthocoronavirinae eine neue Gattung neben den anderen dort vorhandenen Gattungen zu bilden.

### Pitovirinae
Die Unterfamilie wurde 2022 aufgrund der Entdeckung des Fischvirus Pacific salmon nidovirus (Spezies Alphapironavirus salmonis, ursprünglich Alphapironavirus bona) geschaffen.
Pacific salmon nidovirus ist ein vergleichsweise naher Verwandter von Microhyla letovirus 1. (PsNV). Das ICTV hat aber für dieses Virus eine eigene Unterfamilie eingerichtet und es nicht zu den Letovirinae gestellt.

## Geschichte
Coronaviren (genauer das avian infectious bronchitis virus, IBV) wurden erstmals im Jahr 1931 beschrieben. Die erstbeschriebenen Coronaviren des Menschen waren HCoV-229E and HCoV-OC43, die 1966 bzw. 1967 publiziert wurden. June Almeida machte von Coronaviren erste Bilder mit einem Elektronenmikroskop.